# Onderweg (album van Bazart)
Onderweg is het derde studioalbum van de Belgische indie-popgroep Bazart. Het werd op 4 juni 2021 uitgebracht door de platenmaatschappij PIAS . Het album bevat de singles Denk maar niet aan morgen en Alles of niets. Het album is volgens de band gemaakt tijdens de Coronapandemie. Het is een meer organisch album geworden met live instrumenten . Het album kwam na het uitbrengen binnen op de derde plaats in de Ultratop 200 Albums. Het album werd voor het eerst gespeeld tijdens een online sessie in het Toneelhuis). Deze was live te volgen via Facebook.
Alvorens het album uitgebracht werd kondigde Bazart een eerste liveshow aan in de Lotto Arena op 19 november. Deze was snel uitverkocht, waardoor ze er een tweede datum aan toevoegden. 

## Tracklist
| Nr. | Titel                     | Duur |
| --- | ------------------------- | ---- |
| 1.  | Denk maar niet aan morgen | 4:12 |
| 2.  | Onderweg                  | 4:09 |
| 3.  | Anders                    | 3:50 |
| 4.  | Alles of niets            | 4:12 |
| 5.  | Telkens als je gaat       | 4:37 |
| 6.  | Als ik val                | 3:32 |
| 7.  | Laat me los               | 3:35 |
| 8.  | Breekbaar                 | 3:57 |
| 9.  | Andere oorden             | 5:04 |
| 10. | In cirkels                | 4:03 |